# Carola Lentz
Pour les articles homonymes, voir Lentz.
Carola Lentz (née le 21 avril 1954 à Brunswick) est une ethnologue allemande et depuis novembre 2020 présidente de l'Institut Goethe. Elle est maître de conférences à l'Institut d'ethnologie et d'études africaines de l'université Johannes-Gutenberg de Mayence,.

## Biographie

### Carrière professionnelle
De 1972 à 1979, Lentz a étudié la sociologie, les sciences politiques, l'allemand et l'éducation à l'université de Göttingen et à l'université libre de Berlin. Après le premier examen d'État pour l'enseignement dans les lycées de l'université de Göttingen en 1979, elle y poursuit ses études de sociologie et  a également travaillé comme enseignant à Arbeit und Leben (« travail et vie ») (DGB) à Göttingen et Brunswick. Lentz a terminé son stage juridique à Hambourg (1981-1982) avec le deuxième examen d'État pour l'enseignement dans les lycées.
Elle a ensuite poursuivi des études de troisième cycle en sciences agricoles dans les régions tropicales et subtropicales à l'Institut pour le développement rural de Göttingen, avec des mineures en ethnologie et en sociologie agricole, qu'elle a achevées en 1985 avec une maîtrise. En 1987, Lentz est devenu le Dr phil. au Séminaire sociologique de l'université de Hanovre. Cela a été suivi de plusieurs années de travail scientifique à l'université libre de Berlin à l'Institut d'ethnologie, d'Afrique et d'Europe. De 1992 à 1995, Lentz a obtenu une bourse de la Deutsche Forschungsgemeinschaft (DFG). En mai 1993, elle est devenue membre de l'Institute for Advanced Study and Research in the African Humanities, université Northwestern (Illinois, États-Unis). De 1995 à 1996, Lentz a occupé une chaire C 3 d'ethnologie à l'Institut d'ethnologie historique de l'université Johann Wolfgang Goethe de Francfort-sur-le-Main. Après son habilitation en octobre 1996 au département de philosophie et sciences sociales II de l'Université libre de Berlin, elle a travaillé comme professeur universitaire d'ethnologie (« avec une référence particulière à l'anthropologie sociale et à l'ethnologie de l'Afrique ») à l'Institut d'ethnologie historique à l'université Goethe de Francfort-sur-le-Main. De 2000 à 2001, Lentz a été membre de l'Institut néerlandais d'études avancées en sciences humaines et sociales, Wassenaar (Pays-Bas). Les années à Francfort ont été caractérisées par une collaboration intensive au sein du SFB (Sonderforschungsbereich) 268 « West African Savannah », ici notamment l'organisation de l'échange scientifique avec l'université partenaire de Ouagadougou, au Burkina Faso.
D'avril 2002 à septembre 2019, Lentz a été professeur d'anthropologie sociale à l'Institut d'anthropologie sociale et d'études africaines de l'université Johannes-Gutenberg de Mayence, complété par des séjours en tant qu'invité à l'Institut Max Planck d'anthropologie sociale, Halle (oct.–déc. 2002), et en tant que Fellow (non résidentiel) au WEB Du Bois Institute for African and African American Research, université Harvard, Cambridge (États-Unis), avec une Fulbright fellowship (2008–2009). De 2011 à 2015, elle a présidé la DGV, Société allemande d'ethnologie (renommée en 2017 Deutsche Gesellschaft für Sozial- und Kulturanthropologie). D'octobre 2012 à juillet 2013, Lentz a été membre du « Cours sur le travail et la vie dans la perspective de l'histoire globale » du Collège international des sciences humaines à l'Université Humboldt de Berlin. En 2014, elle a été élue à l'Académie des sciences de Berlin-Brandebourg (BBAW), où elle a été secrétaire de la classe de sciences sociales de 2016 à 2018. À l'automne 2014, elle a été la première scientifique allemande à recevoir le prix Melville Herskovits. Ce prix international du livre le plus important en études africaines a été décerné à Lentz pour son travail Terre, mobilité et appartenance en Afrique de l'Ouest, un projet de livre sur lequel elle a travaillé pendant plus de quinze ans. D'avril à juillet 2015, elle a été boursière au Hanse-Wissenschaftskolleg de Delmenhorst. De septembre 2017 à juillet 2018, Lentz a été Fellow à la Wissenschaftskolleg zu Berlin, où elle a dirigé le groupe de discussion « Histoire familiale et changement social en Afrique de l'Ouest ». 
De 2018 à 2020, elle a été vice-présidente de l'Académie des sciences de Berlin-Brandebourg. Au printemps 2019, elle a passé deux mois en tant que boursière au Stellenbosch Institute for Advanced Study, travaillant dans un groupe de recherche sur la classe moyenne en Afrique. Depuis octobre 2019, elle est professeure de recherche à l'Institut d'anthropologie et d'études africaines de l'université Johannes Gutenberg de Mayence. Le 13 novembre 2020, Lentz a succédé à la présidence de l'Institut Goethe de Klaus-Dieter Lehmann,,. 
La nouvelle présidente du Goethe-Institut n'est pas seulement familière avec l'Afrique, elle est aussi engagée dans les transformations sociaux et culturels chez elle en Allemagne aussi. Ces dernières années, elle s'est également défendue contre la menace de coupes budgétaires, qui restreindrait considérablement les activités de l'Institut Goethe. À l'automne 2020, elle a été acceptée comme membre de l'Académie Léopoldine.

### Axe de recherche
Dans ses recherches, Lentz se concentre sur l'ethnicité, le nationalisme et la politique de la mémoire, les droits et conflits fonciers, le colonialisme, l'ethnographie de l'État, la recherche sur les élites et les classes moyennes, les méthodes qualitatives et les théories culturelles ethnologiques. Son objectif régional est l'Afrique de l'Ouest, en particulier le Ghana et le Burkina Faso.
Après des séjours de recherche sur le terrain en Bolivie, Mexique et Équateur (1980) et en Équateur sur le thème de la migration de la main-d'œuvre et des changements dans les identités indigènes(1983-1985), Lentz s'est concentrée sur Afrique de l'Ouest. De 1987 à 1996, elle a effectué des séjours réguliers de recherche sur le terrain dans le nord-ouest du Ghana sur des sujets tels que l'ethnicité, l'éducation des élites et des classes moyennes, la migration de la main-d'œuvre (mines d'or), l'histoire coloniale et le rôle moderne de la chefferie. En décembre 1996, elle a également été membre d'une équipe d'observateurs électoraux pour le compte du Bureau des Affaires étrangères et du Commonwealth lors des élections législatives et présidentielles au Ghana. Le Burkina Faso présente également un intérêt particulier : De 1997 à 2005, Lentz a effectué des séjours réguliers de recherche de terrain dans le sud du Burkina Faso sur les thèmes de l'histoire du peuplement, des droits fonciers, de l'ethnicité et de la négociation des affiliations (« politique d'appartenance »). L'objectif était des études comparatives sur le nord-ouest du Ghana. 
Depuis 2005, plusieurs séjours de recherche de terrain ont eu lieu au Ghana dans le cadre du projet de recherche States at Work financé par la VolkswagenStiftung. En 2006, Lentz a pris la direction d'une étudiante enseignant des recherches sur la police, les tribunaux et les écoles dans la Région du Haut Ghana occidental du Ghana, dans le cadre de laquelle elle a également entrepris ses propres recherches sur l'histoire et la situation actuelle de les élites éduquées et la nouvelle classe moyenne émergente dans le nord du Ghana. De 2009 à 2013, Lentz a coordonné les travaux d'un groupe doctoral sur les politiques de mémoire et les célébrations nationales en Afrique dans le cadre du programme PRO Humanities and Social Sciences 2015 à l'université Johannes Gutenberg de Mayence. Ce projet a été complété par une recherche pédagogique des étudiants réalisée en 2010. De 2013 à 2019, elle a participé à un projet financé par la Deutsche Forschungsgemeinschaft au sein du groupe de recherche Un/Doing Differences: Practices of Human Differentiation. 
De plus, Lentz a été actif de diverses manières en tant qu'éditeur et critique. Entre autres, elle a été membre des comités consultatifs scientifiques des revues Food and Foodways, Africa, Ethnos, African Affairs, Africa Spectrum, Paideuma, et Journal of Ethnology. De 2004 à 2019, elle a été co-éditrice de la série Mainz Contributions to Africa Research et de 2005 à 2015 co-éditrice de la série African Social Studies à Brill (Leyde). De 2018 à 2019, elle a été membre du conseil d'administration de la Fondation Heckmann Wentzel et de 2018 à 2020 membre du conseil consultatif scientifique du Chronoi Center de la Fondation Einstein. En 2020, Carola Lentz a été acceptée comme membre de l'Académie Léopoldine dans la section « Études culturelles ». En sa qualité de présidente de l'Institut Goethe, Lentz est actuellement membre de diverses organisations partenaires. Elle est entre autres membre du conseil consultatif de la Fondation culturelle fédérale allemande et invitée permanente du conseil d'administration du Service allemand d'échanges universitaires (DAAD).

## Publications notables

### Monographies
- avec Isidore Lobnibe: Imagining Futures: Memory and Belonging in an African Family. Indiana University Press, Bloomington 2022,  (ISBN 978-0-253-06020-4).
- avec Marie-Christin Gabriel: Das Goethe-Institut. Eine Geschichte von 1951 bis heute. Klett-Cotta, Stuttgart 2021,  (ISBN 978-3-608-11700-4).
- avec David Lowe: Remembering Independence. Routledge, London 2018,  (ISBN 978-1-138-90572-6).
- Land, Mobility and Belonging in West Africa. Indiana University Press, Bloomington 2013,  (ISBN 978-0-253-00957-9).
- Ethnicity and the Making of History in Northern Ghana (= International African Library. 33), Edinburgh University Press, Édimbourg 2006,  (ISBN 0-7486-2401-5).
- Die Konstruktion von Ethnizität. Eine politische Geschichte Nord-West Ghanas 1870–1990 (= Studien zur Kulturkunde. 112). Köppe, Cologne, 1998,  (ISBN 3-89645-207-X) (Zugleich: Berlin, université libre de Berlin, thèse post-doctorale, 1996).
- „Von seiner Heimat kann man nicht lassen“. Migration in einer Dorfgemeinde in Ecuador. Campus-Verlag, Francfort-sur-le-Main u. a. 1988,  (ISBN 3-593-34019-4) (Zugleich: Hanovre, Universität, Dissertation, 1987; in spanischer Sprache: Migración e identidad étnica. La transformación histórica de una comunidad indígena en la Sierra ecuatoriana. Ediciones Abya Yala, Quito 1997,  (ISBN 9978-04-198-2).
- Saisonarbeiter auf einer Zuckerrohrplantage in Ecuador. „Buscando la vida...“. Auf der Suche nach dem Leben ... (= Sozialökonomische Schriften zur ruralen Entwicklung. 67). Edition Herodot – Rader-Verlag, Aachen 1986,  (ISBN 3-922868-76-2) (en langue espagnole: „Buscando la vida“. Trabajadores eventuales en una plantación de azúcar. Ediciones Abya Yala, Quito 1991).
- avec Hernán Carrasco: Migrantes. Mariano, Alfonso, José, Lorenzo, Manuel. Campesinos de Licto y Flores. Historias de vida, recopiladas y comentadas. Ediciones Abya Yala, Quito 1985.

### Rédaction et édition
- Richard Kuba, Carola Lentz, Claude Nurukyor Somda (eds.), Histoire du peuplement et relations interethniques au Burkina Faso., Paris, Karthala, 2003 (ISBN 2-84586-459-0).
- Richard Kuba, Carola Lentz, Katja Werthmann (Hrsg.), Les Dagara et leurs voisins. Histoire de peuplement et relations interethniques au sud-ouest du Burkina Faso, Francfort-sur-le-Main, Verlag SFB 268, 2001 (ISBN 3-9806129-4-5).
- (de) Thomas Bierschenk, Matthias Krings, Carola Lentz (eds.), Ethnologie im 21. Jahrhundert, Berlin, Reimer, 2013 (ISBN 978-3-496-02863-5).
- (de) Carola Lentz, Godwin Kornes (eds.), Staatsinszenierung, Erinnerungsmarathon und Volksfest. Afrika feiert 50 Jahre Unabhängigkeit (= Wissen & Praxis. 166), Francfort-sur-le-Main, Brandes und Apsel, 2011 (ISBN 978-3-86099-717-8).
- (de) Carola Lentz (eds.), Gandah-Yir. The House of the Brave. The Biography of a Northern Ghanaian Chief (ca. 1872–1950), by Sunkuol W. D. K. Gandah (= Research Review Supplement. 20), Legon, Institute of African Studies, University of Ghana, 2009 (ISBN 978-9988-1-2466-3).
- (en) Carola Lentz (eds.), The Silent Rebel. The Missing Years. Life in the Tamale Middle School (1940–47), by Sunkuol W. D. K. Gandah (= Research Review Supplement. 18), Legon, Institute of African Studies, University of Ghana, 2008 (OCLC 426143005).
- (de) Anna-Maria Brandstetter, Carola Lentz (eds.), 60 Jahre Institut für Ethnologie und Afrikastudien. Ein Geburtstagsbuch (= Mainzer Beiträge zur Afrikaforschung. 14), Cologne, Köppe, 2006 (ISBN 3-89645-814-0).
- (en) Richard Kuba, Carola Lentz (eds.), Land and the Politics of Belonging in West Africa (= African Social Studies Series. 9), Leiden, Brill, 2006 (ISBN 90-04-14817-5).
- (en) Carola Lentz, Paul Nugent (eds.), Ethnicity in Ghana. The Limits of Invention., Basingstoke, Macmillan, 2000 (ISBN 0-333-73323-1).
- (en) Carola Lentz (eds.), Changing Food Habits. Case Studies from Africa, South America and Europe (= Food in History and Culture), Amsterdam, Harwood Academic Publishers, 1999 (ISBN 90-5702-564-7).

### Articles
- (de) « Across regional disparities and beyond family ties: a Ghanaian middle class in the making (with Andrea Noll) », History and Anthropology,‎ 2021.
- (de) « Embodying the nation: the production of sameness and difference in national-day parades », Ethnography, no 21(4),‎ 2020, p. 506–536.
- (de) « Doing being middle-class in the global South: comparative perspectives and conceptual challenges », Africa, no 90 (3),‎ 2018, p. 439-69.
- (de) « Feldforschung als Interaktionsprozeß – Erfahrungen in indianischen Dörfern in Ecuador », Sociologus, no 39,‎ 1989, p. 123–151.
- (de) « Zwischen ‘Zivilisation’ und ‘eigener Kultur’. Neue Funktionen ethnischer Identität bei indianischen Arbeitsmigranten in Ecuador », Zeitschrift für Soziologie, no 17,‎ 1988, p. 34–46.
- (en) « Culture: the making, unmaking and remaking of an anthropological concept », Zeitschrift für Ethnologie, no 142 (2), 2017,‎ 2017, p. 181-204.
- (en) « Ghanaian ‘monument wars’: the contested history of the Nkrumah statues », Cahiers d’Études Africaines, no 227,‎ 2017, p. 551-582.
- (en) « Tribalism’ and ethnicity in Africa: a review of four decades of Anglophone research », Cahiers des Sciences Humaines, no 31,‎ 1995, p. 303–328.
- (en) « Home, death and leadership: discourses of an educated elite from northwestern Ghana », Social Anthropology, no 2,‎ 1994, p. 149–169.

## Distinctions
- Prix Melville J. Herskovits de l'African Studies Association (États-Unis) pour le livre Land, Mobility and Belonging in West Africa (2014)[13]
- L’honorariat de chefferie (Maalu Naa) dans la région traditionnelle de Nandom Ghana (2013)[14],[15]